# Michael Amaladoss
Michael Amaladoss, né le 8 décembre 1936 au Tamil Nadu (Inde), est un prêtre jésuite indien, théologien et écrivain engagé dans le dialogue interreligieux. Musicien, il contribue notablement dans le domaine ‘Foi et culture’, tout particulièrement dans sa région natale du Tamil Nadu (Inde du Sud). 

## Biographie
Originaire du Tamil Nadu, Amaladoss entre au noviciat des jésuites le 17 juin 1953. À la fin du parcours traditionnel de formation jésuite, il est ordonné prêtre le 24 mars 1968. Il se spécialise alors en liturgie et obtient un doctorat en théologie sacramentaire à l’Institut catholique de Paris. 
Amaladoss enseigne la théologie au séminaire de Tiruchirapalli (Tamil Nadu) et à la faculté de théologie jésuite (‘Vidyajoyti College of Theology’) de Delhi (1976-79). Il est également directeur de la revue de réflexion théologique homonyme ‘Vidyajyoti’. (1973-1977). De 1979 à 1983 il est chargé des programmes de formations de la Compagnie de Jésus en Inde. 
En 1983, Amaladoss se trouve à Rome pour la 33e congrégation générale, durant laquelle il est élu comme un des quatre Assistants Généraux de Peter-Hans Kolvenbach, le nouveau Supérieur Général des jésuites. Chargé plus particulièrement des questions d’évangélisation avec inculturation de la foi, et de dialogue œcuménique et inter-religieux, il reste à ce poste jusqu’en 1995. 
Rentré en Inde en 1995, il est de nouveau professeur de théologie au théologat de New-Delhi, s’occupant plus spécialement du troisième cycle d’études. En 1996 le ‘Regis Collège’ de Toronto (Canada) lui confère un doctorat ‘honoris causa’. Depuis 1999 Amaladoss est à Chennai, comme directeur de l’institut pour le dialogue avec les cultures et les religions du 'Loyola College' de Chennai. Durant toutes ces années, il est consultant de la commission ‘Mission et évangélisation’ du Conseil œcuménique des Églises. 

## Écrits
- Mission today. Reflections from an Ignatian perspective, C.I.S., Rome, 1988.
- Becoming Indian: the process of inculturation, CIS, Rome, 1992.
- Vivre en liberté. Les théologies de la libération en Asie, Lumen Vitae, Bruxelles, 1998.
- Making Harmony; Living in a Pluralist World, ISPCK, Delhi, 2003.
- Jésus asiatique, Presses de la Renaissance, Paris, 2005.
- Beyond dialogue : pilgrims to the absolute, Asian Trading Corporation, Bangalore, 2008.